# Божидар (герб)
Божидар (пол. Bożydar, Божий Дар) — польский дворянский герб.

## Описание
В раздвоенном щите, в правом голубом поле две шпаги накрест, эфесами вверх, между трех лилий, расположенных треугольником; под шпагами золотая буква W. В левом же красном поле золотой лев, в короне, со щитом в левой лапе и с мечом в правой.
В навершии шлема выходящее крыло коршуна, ребром вправо, пронзенное вправо же стрелою. Намет с правой стороны красный, с левой голубой, оба с золотым подбоем. Герб Божидар Готье внесен в Часть 1 Гербовника дворянских родов Царства Польского, стр. 202.

## Герб используют
Герб вместе с потомственным дворянством Всемилостивейше пожалован Начальнику Канцелярии Отделения бывшей военной Комиссии Статс-Советнику Антону Антонову сыну Готье, Высочайшею грамотою Государя Императора и Царя НИКОЛАЯ I, данною в 19 (31) день Августа 1847 года, на основании статьи 4-й и пункта 3-го 16-й Положения о дворянстве 1836 года.